# 圣安多宁堂 (威尼斯)
圣安多宁堂（Chiesa di Sant'Antonin）是一座教堂，位于意大利威尼斯城堡区。
该堂最初由贵族巴多尔家族创建于7世纪，在12世纪重建，1680年再次重建，由巴尔达萨雷·隆盖纳（Baldassare Longhena）设计。1750年增建钟楼。左侧小堂供奉圣撒巴，壁画出自亚历山德罗·维多利亚（Alessandro Vittoria）之手，天花板则是塞巴斯蒂亚诺·里奇（Sebastiano Ricci）的“圣撒巴与安多宁”。小堂的祭台画“下十字架”由拉扎洛·巴斯提安尼（Lazzaro Bastiani）所绘。
提埃坡罗家族出资装饰另一个小堂，由Palma il Giovane 描绘圣撒巴生平的作品。据称小堂里有在13世纪圣撒巴战争（War of Saint Sabas）期间，洛倫佐·提埃坡羅从阿卡带来的圣撒巴的圣髑。小堂里还有亚历山德罗·维多利亚的阿尔维塞·提埃坡罗（Alvise Tiepolo）半身像。

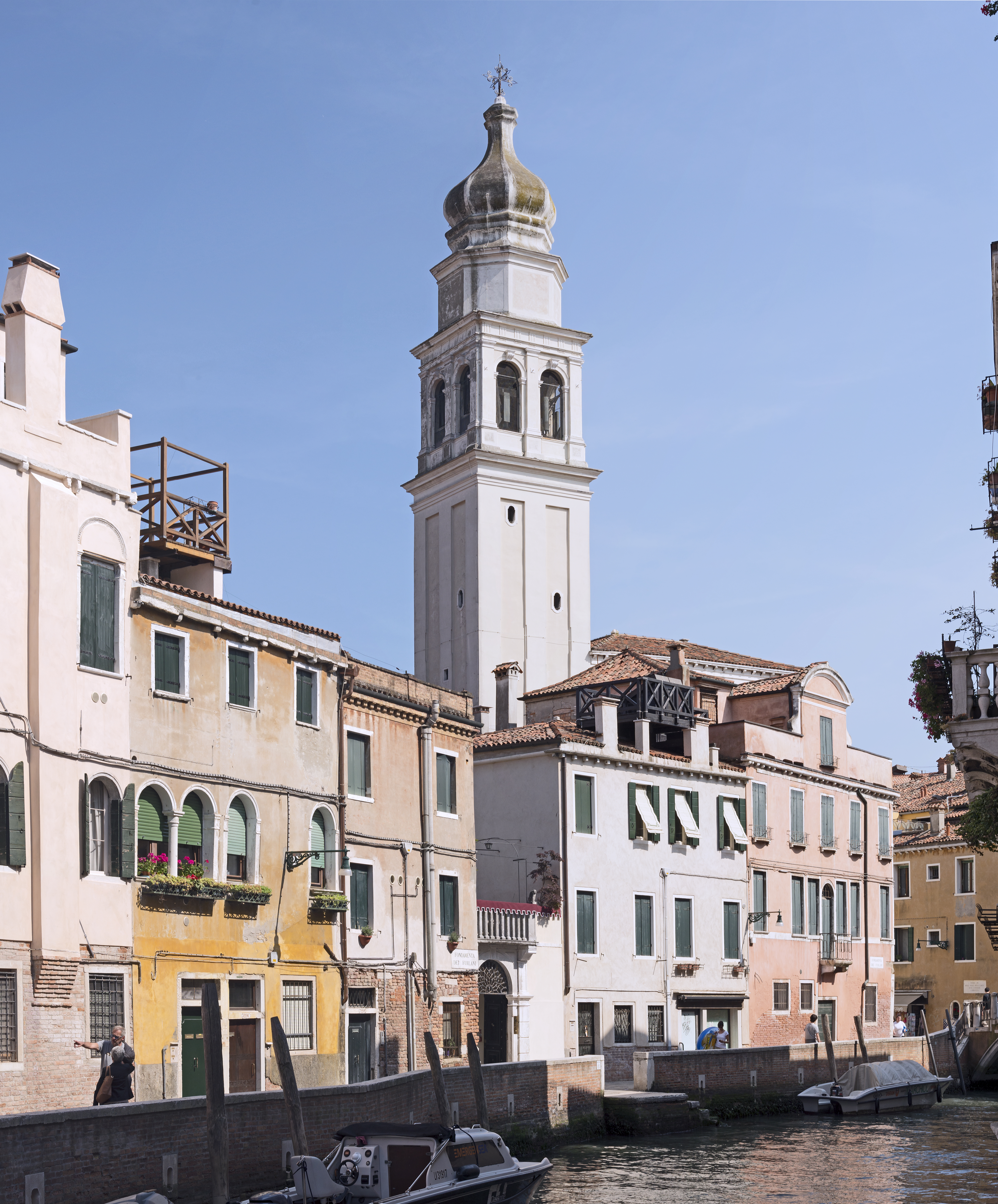
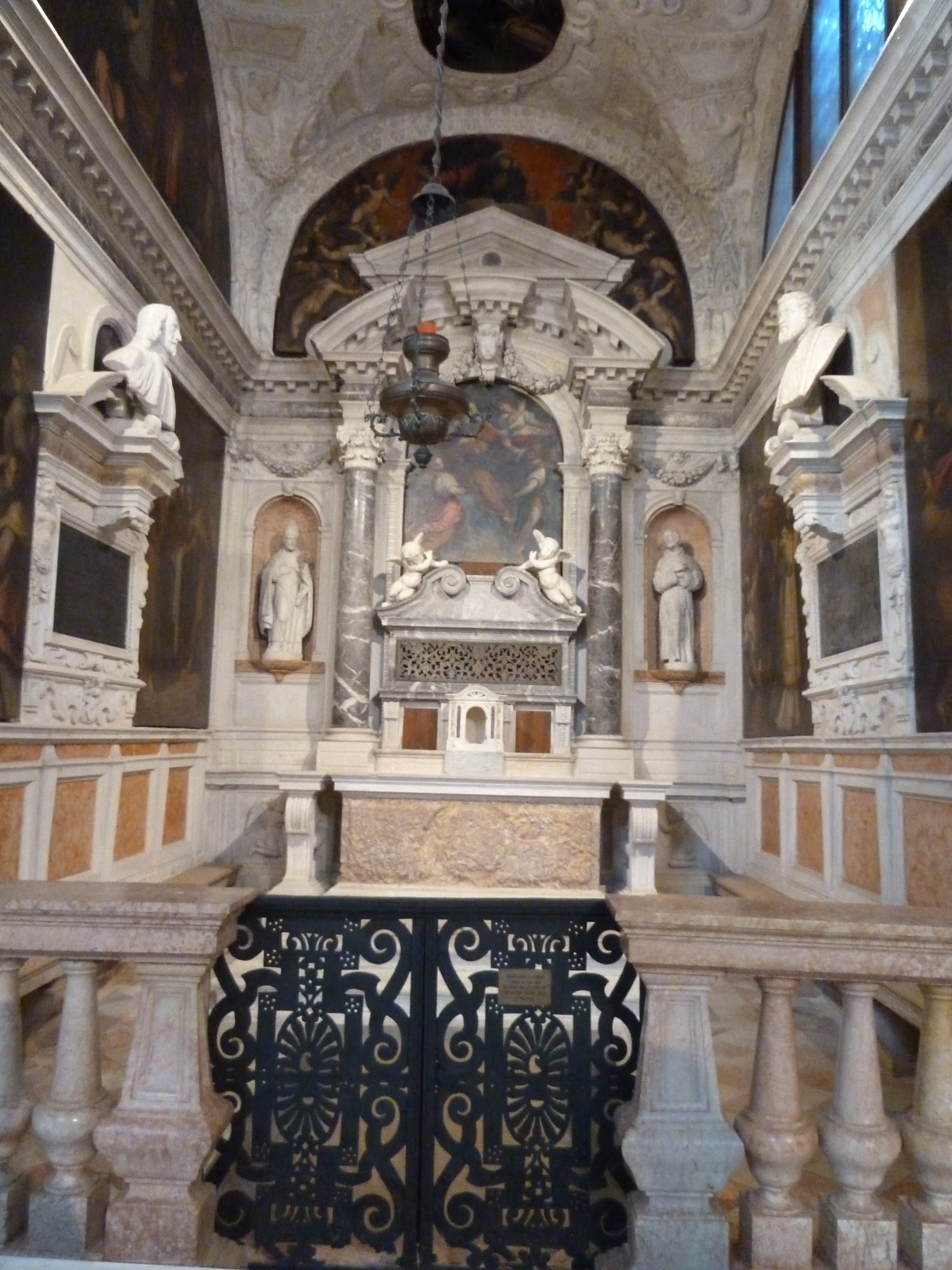